# HMAS Albatross (1928)
HMAS Albatross (HMAS (Her Majesty’s Australian Ship) — австралийский гидроавианосец, позднее передан Королевскому флоту Великобритании, в котором использовался в качестве плавучей мастерской. Построен на верфи острова Какаду в 1928 году, вступил в строй в начале 1929 года. Корабль испытывал проблемы с эксплуатацией гидросамолётов: машины, которые он должен был нести по проекту, списали незадолго до вступления корабля в строй, а новый тип самолётов нельзя было запускать с катапульт «Альбатроса». Наконец, специально спроектированные для «Альбатроса» гидросамолёты были приняты на вооружение только в 1933 году, когда корабль уже не выходил в море.
После пяти лет нахождения в резерве «Альбатрос» был передан британскому Королевскому флоту в счёт компенсации за лёгкий крейсер «Хобарт», переданный ВМС Австралии. Британский флот не имел большой нужды в гидроавианосце, однако об «Альбатросе» вспомнили после того, как в начале Второй мировой войны были потеряны несколько авианосцев, которым требовалась какая-нибудь замена. Первое время «Альбатрос» действовал с баз в Южной Африке, участвуя в патрулировании и сопровождении конвоев в Южной Атлантике. В середине 1942 года корабль перевели в Индийский океан. С конца 1943 по начало 1944 года корабль прошёл переоборудование в десантную плавмастерскую (англ. Landing Ship (Engineering)). В июне 1944 года корабль принял участие в высадке в Нормандии, обеспечивая ремонт повреждённых десантных и вспомогательных плавсредств, действовавших в зонах высадки «Сорд» и «Джуно».
В августе «Альбатрос» и тяжёлый крейсер «Фробишер», находившиеся в заливе Сены, были повреждены дальнобойными торпедами G7e, выпущенными немецкими торпедными катерами. Оба остались на плаву и были отбуксированы в Англию для ремонта. После ремонта, завершившегося в начале 1945 года, «Альбатрос» использовался в качестве плавбазы тральщиков. После завершения войны плавбазу вывели в отстой.
В августе 1946 года «Альбатрос» был продан, после чего несколько раз сменил владельца. В 1948 году бывший гидроавианосец был перестроен в пассажирское судно и переименован в Hellenic Prince. Судно было зафрахтовано Международной организацией по делам беженцев для перевозки беженцев из Европы в Австралию. В 1953 году использовалось в качестве войскового транспорта для перевозки войск в Кению, где в то время вспыхнуло восстание Мау-мау. Годом позже судно было пущено на слом.